# Naka
Naka (japanska: 那珂市?, Naka-shi) är en stad i Ibaraki prefektur i Japan. Staden fick stadsrättigheter 2005.